# Liste des métropoles de l'État de New York
Cet article donne une Liste des métropoles de l'État de New York aux États-Unis.
Une région (ou aire) métropolitaine aux États-Unis se définit par une approche fonctionnelle et non comme en Europe par une approche historique. Elle consiste en un noyau de comtés urbanisés auquel sont rattachés d'autres comtés contigus sur des critères basés sur le degré d'intégration économique et social (la région métropolitaine prend le nom de la ou des villes les plus importantes incluses dans ce noyau).
| Rang | Métropole                                                   | Population recensement 2010 | Aires concernées |
| ---- | ----------------------------------------------------------- | --------------------------- | --- |
| 1    | Aire métropolitaine de New York New York-Newark-Jersey City | 19 567 410                  | dans l'État de New York : la ville de New York est subdivisée en cinq arrondissements-comtés : Manhattan, Brooklyn, Queens, Bronx et Staten Island ; les comtés de Suffolk, de Nassau, de Westchester, d'Orange, de Rockland, de Dutchess et de Putnam dans le New Jersey : les comtés de Bergen, de Middlesex, d'Essex, de Hudson, de Monmouth, d'Ocean, d'Union, de Passaic, de Morris, de Somerset, de Sussex et de Hunterdon en Pennsylvanie : le comté de Pike |
| 2    | Buffalo–Niagara Falls                                       | 1 135 509                   | dans l'État de New York : les comtés d'Érié et de Niagara |
| 3    | Rochester                                                   | 1 079 671                   | dans l'État de New York : les comtés de Monroe, d'Ontario, de Wayne, de Livingston, d'Orleans et de Yates |
| 4    | Albany                                                      | 870 716                     | dans l'État de New York : les comtés d'Albany, de Saratoga, de Rensselaer, de Schenectady et de Schoharie |
| 5    | Syracuse                                                    | 662 577                     | dans l'État de New York : les comtés d'Onondaga, d'Oswego et de Madison |
| 6    | Utica-Rome                                                  | 299 397                     | dans l'État de New York : les comtés d'Oneida et de Herkimer |
| 7    | Binghamton                                                  | 251 725                     | dans l'État de New York : les comtés de Broome et de Tioga |
| 8    | Kingston                                                    | 182 493                     | dans l'État de New York : le comté d'Ulster |
| 9    | Glens Falls                                                 | 128 923                     | dans l'État de New York : les comtés de Warren et de Washington |

## Autres regroupements
- Le Grand New York est une mégapole qui étend également sur une partie des États du New Jersey, du Connecticut et de Pennsylvanie : 23 076 664 habitants
- BosWash: nom donné à la mégalopole de la Côte Est des États-Unis,  allant de Boston à Washington (donc incluant le Grand New York) et regroupant plus de 52 millions d'habitants